# Helene Gotthold

Znak fioletowego trójkąta, jaki nosili Świadkowie Jehowy w obozach koncentracyjnych od 1935 roku.
Znak ten stał się symbolem upamiętniania Świadków Jehowy jako ofiar holocaustu

Helene Gotthold, z domu Nieswand (ur. 31 grudnia 1896 w Dortmundzie, zm. 8 grudnia 1944 w Berlinie-Plötzensee) – niemiecka członkini wyznania Świadków Jehowy, w czasie II wojny światowej stracona przez nazistów za przynależność i prowadzenie działalności ewangelizacyjnej jako członek tego wyznania.

## Życiorys
Pielęgniarka Helene Gotthold początkowo mieszkała w Herne, a potem w Bochum w zachodnich Niemczech. Była żoną górnika Friedricha Gottholda, mieli dwoje dzieci – córkę Gisele i syna Gerda.
Gottholdowie początkowo należeli do Kościoła luterańskiego, ale rozczarowani postawą tego kościoła w czasie I wojny światowej, akceptującą działania wojenne, wystąpili z niego i w roku 1926 przyjęli wierzenia Badaczy Pisma Świętego, jak do 1931 roku nazywali się Świadkowie Jehowy. Konsekwentnie odrzucali każdą formę działalności związanej z wojskiem. W owym czasie brali udział w działalności kaznodziejskiej swojego wyznania. Po przejęciu władzy w Niemczech przez nazistów Świadkowie Jehowy spotkali się z ich strony z brutalnymi prześladowaniami. Mimo to nadal spotykali się w grupach na swoich zebraniach religijnych. Nie pozdrawiali Hitlera („Heil Hitler”), gdyż ich zdaniem tylko Bóg Jehowa jest godny czci i tylko jego uznawali za najwyższy autorytet. Mimo zakazu wydanego przez nazistów, nadal prowadzili działalność kaznodziejską. Helene Gotthold nie zrezygnowała też z udziału w chrześcijańskich zebraniach, gdy władze niemieckie wydały zakaz gromadzenia się Świadków Jehowy.
W związku z tym od 1936 roku Gottholdowie byli kilkakrotnie aresztowani – najpierw mąż w 1936 roku, a później w 1937 roku będąca w ciąży Helene. Podczas przesłuchań ciężko pobita, straciła dziecko. Następnie została skazana na 18 miesięcy więzienia. Po wypuszczeniu na początku 1940 Helene Gotthold ponownie podjęła zabronioną działalność ewangelizacyjną Świadków Jehowy.
W lutym 1944 roku została ponownie osadzona w więzieniu w Essen, a po jego zniszczeniu wskutek alianckich bombardowań została przeniesiona do więzienia w Poczdamie. 4 sierpnia 1944 w Berlinie Helene Gotthold, wraz z pięcioma innymi Świadkami Jehowy, którzy odmówili wyrzeczenia się swojej wiary, została skazana na karę śmierci. Sąd skazał ich za nielegalne uczestniczenie w spotkaniach biblijnych i osłabianie morale narodu. Egzekucja przez zgilotynowanie odbyła się 8 grudnia 1944 roku w więzieniu Berlin-Plötzensee. Rodzina Helene Gotthold przeżyła II wojnę światową i powróciła do działalności kaznodziejskiej na terenie Niemiec.

## Upamiętnianie
Zdjęcie Helene Gotthold z dziećmi wykonane w 1936 roku oraz jej życiorys są prezentowane w zasobach United States Holocaust Memorial Museum w ramach Encyklopedii Holokaustu.
W Centrum Edukacyjne Wexnerów w Waszyngtonie, zamieszczono przykład o postawie Helene Gotthold.
Przykład jej osoby jako jednej z kobiet z wyznania Świadków Jehowy, która miała odwagę przeciwstawić się totalitarnej władzy hitlerowskiej, jest wykorzystywany w programach edukacyjnych, dotyczących upamiętniania ofiar Holocaustu.